# Enemy Zero
Enemy Zero (яп. エネミー・ゼロ Enemī Zero) — компьютерная игра в жанре survival horror, разработанная компанией Warp и выпущенная в 1996 году для Sega Saturn. В 1998 году игра была портирована на операционную систему Windows. Это была вторая игра, в которой снималась «цифровая актриса» Лаура, впервые дебютировав в D. Лауру озвучивала Джилл Каннифф из группы Luscious Jackson в английской версии и Юи Комадзука в японской версии.

## Игровой процесс
В Enemy Zero геймплей чередуются между интерактивным full motion video (FMV) и исследованием в реальном времени от первого лица. Интерактивный компонент FMV идентичный более ранней игре Кэндзи Иино D.
Компонент реального времени Enemy Zero уникален. Враги невидимы, и определение местоположения возможно только с помощью звука, с нотами разной высоты, помогающими игроку определять расстояние и направление врагов. Кроме того, каждое оружие в игре должно заряжаться непосредственно перед выстрелом, а слишком долгая зарядка приводит к рассеиванию выстрела, после чего зарядка должна начаться заново. Поскольку всё доступное оружие имеет очень ограниченную дальность действия, выбор времени имеет решающее значение; если начать заряжать орудие слишком поздно или слишком рано, враг сможет добраться до Лауры, что приведёт к немедленному окончанию игры. Перезарядка и перемещение персонажа — это механика, которая была сделана намеренно медленной, чтобы стимулировать игроков избегать боя и прямого контакта с инопланетными врагами как можно дольше. В ранних сегментах игры избегать обнаружения не только рекомендуется, но и необходимо, так как игрок не имеет возможности защищаться без оружия.

## Сюжет
На борту космической станции AKI предназначенной для биологических исследований, Лаура Льюис находится в глубоком криогенном сне. Воздух в камере рассеивается, когда включаются аварийные системы корабля. Лаура просыпается от сильного взрыва на палубе. За дверью, помеченной буквами Е0, что-то очень сильное пытается вырваться на свободу. Дверь опускается, и коридор наполняется ярким, раскалённым светом, сопровождаемым ужасным рычанием. Трубы и остатки стальной двери двигаются, как будто на них наступают. Лаура, не подозревая о том, что происходит, использует видеотелефон над своей спальной комнатой, чтобы связаться с одним из своих товарищей по команде, Паркером. Лаура в замешательстве наблюдает, как Паркер отворачивается от монитора и смотрит на входную дверь своей комнаты. Визг заставляет его отступить назад, чтобы достать пистолет. Лаура наблюдает, как невидимый враг калечит Паркера.
Одевшись и схватив свой пистолет, Лаура отправляется узнать, что напало на Паркера. Пока она проходит через корабль, «система наведения» Лауры в форме серьги дает ей звуковые предупреждения о невидимых врагах (убегающих во вступительной части), бродящих по коридорам станции. Лаура встречается с Кимберли, ещё одним членом экипажа, и они составляют план встречи с другими выжившими. По пути Кимберли подвергается нападению врага и исчезает, вынуждая Лауру совершить путешествие самостоятельно. Она встречается с Джорджем, штатным компьютерщиком корабля, а также с Дэвидом, её любовником, и вместе они планируют отправиться к спасательным шаттлам. Исследуя кабинет покойного капитана, Лаура обнаруживает лог-файл, который показывает, что цель миссии — захватить врагов и вернуть их на Землю для использования в качестве биологического оружия для Vexx Industries, и что экипаж является расходным материалом в случае аварии.
Дэвид подвергается нападению одного из врагов, и когда Лаура обнаруживает его труп, она узнает, что он на самом деле был андроидом. Она проводит сканирование своего тела и обнаруживает, что она не только сама является андроидом, но и что в её шее развивается одна из вражеских личинок. Джордж противостоит ей и пытается стереть её воспоминания, но на него нападает и убивает враг. Когда Лаура направляется к спасательным капсулам, она снова находит Кимберли, которая убивает личинку, гнездящуюся внутри Лауры, и показывает, что она и Паркер были назначены Vexx Industries для наблюдения за миссией. Затем Кимберли запускает механизм самоуничтожения корабля и оставляет Лауру, чтобы присоединиться к Паркеру, убивая себя, лежа рядом с его трупом. Когда Лаура направляется к спасательному шаттлу, её система наведения разряжается, но вместо этого она получает указания от Дэвида, чье сознание было загружено в компьютерные системы корабля. Лаура достигает спасательного челнока как раз вовремя, когда AKI взрывается позади неё, и она снова входит в криогенный сон, когда совершает обратный рейс на Землю.

## Разработка
Проект игры Enemy Zero начал свою жизнь на PlayStation. Презентация проекта на выставке PlayStation Expo 1996 года в Токио была описана журналистами как кульминационное шоу. Раздраженный тем, что Sony не смогла выполнить даже треть предзаказов на версию D для PlayStation (и в меньшей степени их политикой, согласно которой весь маркетинг для сторонних игр должен был быть одобрен ими), на пресс-конференции во время выставки Кэндзи Иино сделал шокирующее заявление. Иино показал тизер Enemy Zero, а конце ролика появился логотип PlayStation, но медленно перешёл в логотип Sega Saturn, указывая на то, что теперь игра будет эксклюзивом для Saturn. Несмотря на распространенное мнение, что Saturn не может справиться с 3D-играми так, как PlayStation, Кэндзи прокомментировал: «…PlayStation и Saturn не так уж сильно отличаются, так что переместить её [Enemy Zero] на Saturn было не слишком сложно».
Фумито Уэда работал аниматором для игры, прежде чем стать самостоятельным геймдизайнером. Видеоигра находилась в разработке в течение девяти месяцев.
Всё full motion video было визуализировано на рабочих станциях Silicon Graphics с использованием PowerAnimator.
Пока Иино писал музыку для D, Майкл Найман, композитор для таких фильмов, как Гаттака и Пианино, был нанят для создания партитуры для Enemy Zero. Изначально Кэндзи думал о том, чтобы попросить Рюити Сакамото написать музыку, но решил, что его стиль не подходит для игры.

## Музыка
Музыка была исполнена оркестром Майкла Наймана и Сарой Леонард. Трек Confusion — это модификация материала из предыдущей партитуры Наймана, Der Unhold, в то время как темы Enemy Zero, Invisible Enemy и Battle были модифицированы в части партитуры Наймана для Человека с киноаппаратом. Главная тема — вариация Bird Anthem из Michael Nyman.
Laura’s Theme, Digital Tragedy и Love Theme являются сольными фортепианными произведениями и включены в EP Enemy Zero Piano Sketches, который был выпущен за восемь месяцев до полноценного саундтрека и за два месяца до игры.
1. Laura’s Theme 4:01
2. Confusion 3:45
3. Aspects of Love 3:52
4. Digital Tragedy 2:43
5. Enemy Zero 4:20
6. Lamentation 3:35
7. Love Theme 3:42
8. Digital Complex 2:48
9. Invisible Enemy 2:13
10. Laura’s Dream 4:03
11. Agony 3:16
12. Malfunction 4:02
13. Battle 3:48
14. The Last Movement 3:44

## Релиз
Выпущенная и принятая с большим ажиотажем в Японии в конце 1996 года, Enemy Zero была выпущена в Северной Америке и Европе в 1997 году под издательством Sega. Позже она была портирована на Windows компанией Sega.
Было выпущено и продано 20 экземпляров ограниченной версии для Saturn по цене, примерно равной 2000 долларам США. Эти специальные экземпляры были вручены получателям лично Кэндзи Иино. Таким образом, игра удерживает рекорд «самого эксклюзивного специального издания» видеоигры, согласно изданию Guinness World Records Gamer’s Edition 2012 года. Из-за популярности в Японии Sega спонсировала производство некоторого сопутствующего контента Enemy Zero, такого как официальный саундтрек Enemy Zero Майкла Наймана, модель игрового пистолета и руководство по прохождению.

## Оценки
| Сводный рейтинг     | Сводный рейтинг |
| Агрегатор           | Оценка          |
| ------------------- | --------------- |
| GameRankings        | 59,80 %         |
| Иноязычные издания  |                 |
| Издание             | Оценка          |
| Edge                | 6/10            |
| Consoles +          | 89 %            |
| Electric Playground | 8/10            |
| Maniac              | 37/100          |
| Mean Machines       | 90 %            |
| Mega Fun            | 74 %            |
| Next Generation     | [ 22 ]          |
| Video Games         | 64 %            |

Enemy Zero получил положительные отзывы от нескольких изданий. Edge высоко оценил первый из трёх дисков игры за то, что он предоставляет «атмосферу саспенса» и напряженные встречи с невидимыми врагами, выгодно сравнивая его с культовым Чужим и Бегущим по лезвию. Однако журнал раскритиковал другие диски за то, что они разрушили этот саспенс с темами «космического мыла» и почти обескураживающим сюжетом. Electric Playground пришли к выводу, что Enemy Zero «определенно является одной из лучших игр для Saturn», и её «отличительными чертами являются инновации, такие как энергетическая пушка и VPS, которые делают эту игру не похожей на любую другую».
Next Generation рассмотрели версию игры для Saturn, оценив её на четыре звезды из пяти, и заявило, что «Enemy Zero не только является прекрасным приключением, но и умудряется продвигать графическое приключение, подчеркивая другие чувства, кроме чистого зрения. Возможно, у неё всё ещё есть некоторые недостатки, в частности с FMV, но эти проблемы сводятся к нулю по сравнению с общим опытом».
Ульрих Степпбергер из немецкого журнала Maniac оценил игру всего на 37 баллов из 100, заявив, что, хотя игра повторяет атмосферу фильма Чужой, у неё есть много проблем, которые отягощают игру. Он говорит, что в игре есть проблемы, типичные для FMV-игр, такие как продвижение по длинным пустым коридорам и решение головоломок. Степпбергер также сказал, что оружие было громоздким и трудным в использовании, система обнаружения врагов бесполезна, в то же время подметив, что FMV были высокого качества.
В 1997 году французский журнал Consoles + оценил игру на общие 89 %, включая 90 % индивидуальных рейтингов, 91 % для графики, 83 % анимации, 87 % музыки, 82 % звуковых эффектов, 90 % долговечности и 90 % играбельности. Они пришли к выводу, что, хотя это может не понравиться всем, это «кровавая, оригинальная и красивая» приключенческая игра с «высокой сложностью» и «особой атмосферой».
Британский журнал Mean Machines оценил Enemy Zero на 90 % в целом, включая индивидуальные оценки 91 % для графики, 89 % для звука, 85 % играбельности и 69 % долговечности.
Американский журнал GameFan присудил игре награду «Лучшая иностранная игра года» за 1996 год.
В 2017 году Патрик Арельяно из Blasting News назвал Enemy Zero четвёртым лучшим малоизвестным игровым хоррором.